# Aiguá

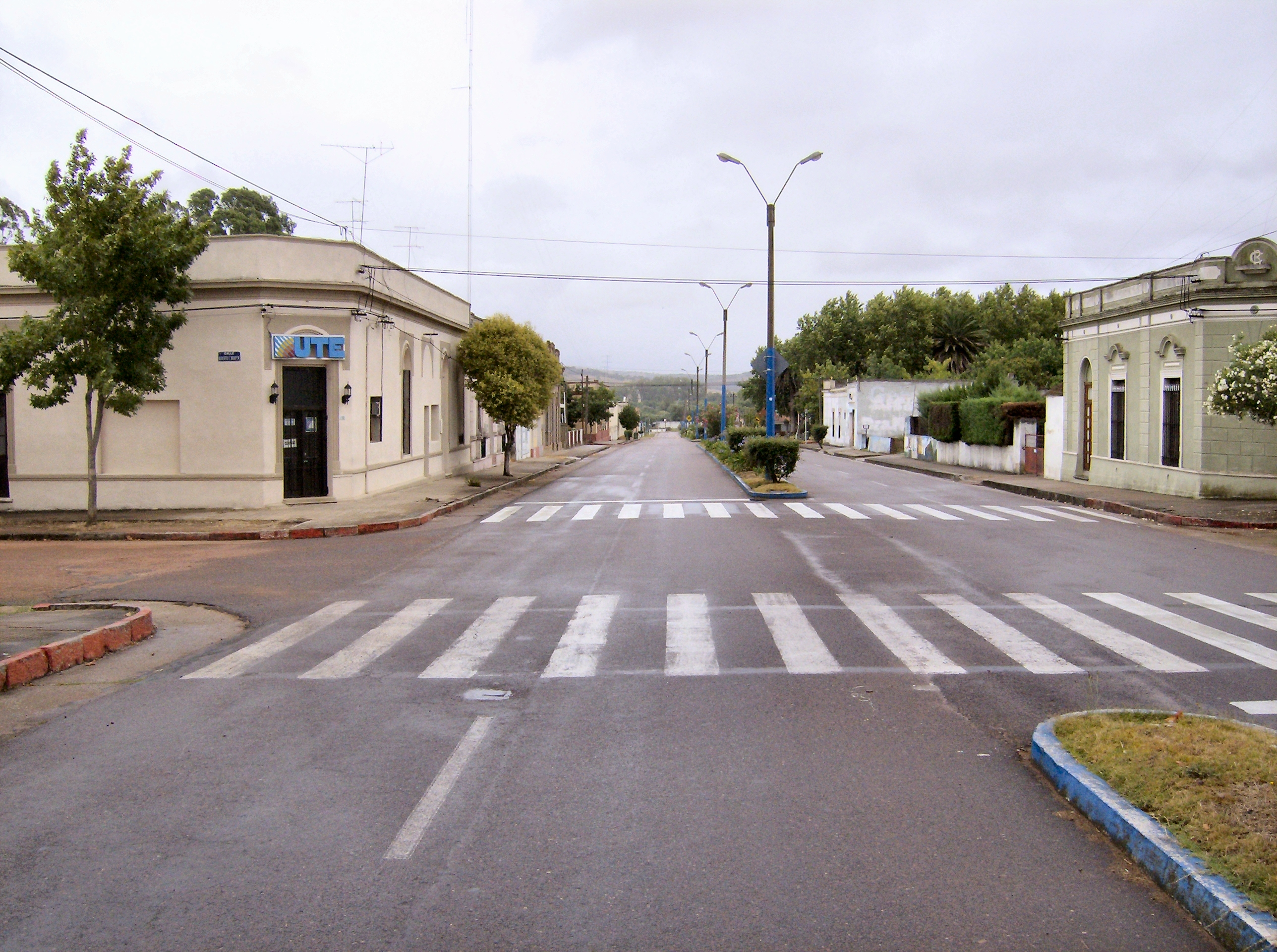
Avenida em Aiguá.

Aiguá é uma pequena cidade do Uruguai, localizada no norte do departamento de Maldonado, a 88 km de Maldonado, capital do departamento. Neste município está localizado o Cerro Catedral, o ponto mais alto do Uruguai, com 513,66 metros de altitude.
Aiguá está ligada à capital do departamento pelas rodovias 39 e 178, e ligada à capital nacional Montevidéu pelas rodovias 13 e 18.
Foi fundada no ano de 1882, reconhecida como povoado em 1906 e como cidade em 1956. A população, de acordo com os dados do censo de 2004, é de 2.676 habitantes.
O nome Aiguá, em guarani, significa água que corre.